# Station Przecza
Station Przecza is een spoorwegstation in de Poolse plaats Przecza.